# プチタウン
『プチタウン』は、日本のバンド・フレンズが2017年11月22日にピマラヤレコーズから発売した2枚目のミニアルバム。

## 内容
オリジナルアルバム『ベビー誕生!』から約7ヶ月ぶり、ミニアルバムとしては前作『ショー・チューン』から約1年6ヶ月ぶりの作品。
今作は自称プチ・アルバムと呼称されている。

## 収録曲
1. NIGHT TOWN [3:12]
作詞：おかもとえみ
作曲：ひろせひろせ
編曲：フレンズ
今作のリード曲にして先行配信曲。ミュージック・ビデオは加藤マニがディレクターを務めており、メンバーが街を歩く様子やバンドの演奏シーンがワンカットで撮影されている[1]。
2. 雨のフライデー [3:54]
作詞：おかもとえみ
作曲：ひろせひろせ
編曲：フレンズ
3. 夏のSAYにしてゴメンネ♡ [4:03]
作詞：おかもとえみ
作曲：ひろせひろせ
編曲：フレンズ
両A面による2ndライブ会場限定シングルの表題1曲目。この楽曲のミュージック・ビデオも加藤マニがディレクターも務めており、雪の舞い降る中プールサイドで演奏するシーンなどで構成されている[2]。
4. 原宿午後6時 [4:16]
作詞：おかもとえみ
作曲：ひろせひろせ
編曲：フレンズ
ミュージック・ビデオも加藤マニがディレクターを務めており、カラオケ仕立ての映像に男性メンバーが学生服やサラリーマンに扮して出演している[3][4]。
5. 咲かないで [4:45]
作詞・作曲：おかもとえみ
編曲：フレンズ
6. パーティーしよう! [4:20]
作詞：おかもとえみ、ひろせひろせ、三浦太郎
作曲：ひろせひろせ
編曲：フレンズ

## 参加ミュージシャン
フレンズ
- おかもとえみ：Vocal
- ひろせひろせ：MC & Keyboard
- 三浦太郎：Guitar & Vocal
- 長島涼平：Bass
- SEKIGUCHI LOUIE：Drums

Additional Musician
- 山本健太：Keyboard (#1,2,4,5)
- ぬましょう：Percussion (#4,5)

## タイアップ
- TBS系列教養バラエティ番組『トコトン掘り下げ隊!生き物にサンキュー!!』エンディングテーマ (#4)
- BSテレビ東京系料理バラエティ番組『ピーター&ミッツの煮るなり焼くなり』テーマソング (#6)